# 那珂川清流鉄道保存会
那珂川清流鉄道保存会（なかがわせいりゅうてつどうほぞんかい）は、株式会社馬頭運送が運営する栃木県那須烏山市にある鉄道車両保存施設である。

## 概要
那珂川清流鉄道保存会は、経済成長を支えた車両が朽ち果てたり解体されたりするのを救い出し、少しでも後世に残すことを目標としている「鉄道車両保存施設」である。那珂川町に本社を置く馬頭運送が、那須烏山市で運営するセレモニーホールの敷地の一部を流用して開設した。
2017年5月には、同年3月まで那須烏山市を走る烏山線で使われていた気動車キハ40系1000番台3両（烏山線色の1002番、赤色の1005番、赤とクリーム色の1007番）を譲り受け、JR東日本郡山総合車両センターより陸送され搬入された。
当施設の特色として、屋根下での保存および可能な限り動態保存としている。敷地内には約800mの動態保存用線路も設置されており、異なる軌間を併設し三線軌条などとすることで、スペースを有効活用している。前述のキハ40系など大型の車両は走行はしないものの、エンジン始動は可能となっている車両もある。運送会社が母体ということもあり、小型車両の引取輸送は自社で行っている場合もある。
営業時間は10:00‐16:00、入場料は大人1,000円、子ども500円となっているが、イベント開催時以外は来場2日前までに電話連絡が必要となっている。

## 展示車両
- 特記以外の出典[6]。
- SL=蒸気機関車、DL=ディーゼル機関車

### 軌間1067mm

#### 機関車
- 協三15トンSL - 陸上自衛隊「第101建設隊」にて教材として使われていた1946年製のタンク式。
- クラウス（17号） - 1889年、ゲオルク・クラウス社製。
- 日本車輌15トンDL（D15-1） - 1981年製。
- 汽車会社35トンDL（TD-1） - 1970年9月製ロッド式ディーゼル機関車
- 日立製作所25トンDL（TD-2） - 3軸ロッド式
- 松山重車輌工業25トンDL - 1979年12月製造の保線用機関車で近畿日本鉄道より譲受
- 貨車移動機 協三10トン半キャブ（-1、-2、10581、除雪車） 1と2は南福島駅より、10581は1968年製で三戸駅より、除雪車は1977年製でロータリー式除雪装置付き。
- 新潟鉄工所31.1トンDL（DL31） - 北陸鉄道の除雪用機関車だったが、那珂川清流鉄道保存会には機関車本体のみ移設。
- 自社製造 SL風DL（C12） - 那珂川清流鉄道保存会にて自社製造された車輌
- 日本車輌製造25トンB型液体式DL機関車（DB251）
- 貨車移動機 協三工業5t半キャブロッド式DL - 1961年製
- 協三工業20t3軸ロッド式DL - 1961年製で22トンに増量改造されている

#### 旅客輸送用
- キハ40系 - 烏山線で使用されていた車両のうち色違い3両を保存[4]。
- 14系寝台車（スハネフ14-35、オロネ14-703、スハネ14-703） - 寝台特急北陸に最後まで使用された車両。
- 名鉄キハ8500系気動車（キハ8501、キハ8504） - 名鉄から会津鉄道を経て譲受。
- 北陸鉄道モハ2300形電車（2302） - 北陸鉄道金沢市内線から豊橋鉄道東田本線と鉄道総合技術研究所を経て譲受。

#### 貨物輸送用
- ク5000形（ク5902） - 「ク」の形式では唯一の現存車両となる。
- ワム70000形（ワム75596）
- ワフ29500形（ワフ29855）
- トラ55000形（トラ57523）
- トキ15000形（トキ20073）
- トキ21500形（トキ21500） - 冷延コイル鋼板専用としてトキ15000より改造された。
- ヨ3500形（ヨ4779）
- ヨ6000形（ヨ6786） - 以前はクラウス17号とともに岩手県遠野市で保存されていた。
- ヨ8000形（ヨ8809）
- ホキ700形（ホキ708）
- ホキ800形（ホキ1382）
- ホキ2500形（ホキ2610）
- コサ900形（コサ901） -  21t海上コンテナ用貨車の試作車
- コキ9100形（コキ9100） - 41t積の海上コンテナ用貨車の試作車
- コキ5500形（28478） - 合計2,875両製造されたコンテナ貨車のうちの1両
- ヤ550形（ヤ565） - トキ25000形から改造された除草剤散布用の事業用車。
- タキ2600形（タキ42642）
- ト1形（ト2）
- 松山重車輌 大型ダンプトロリー（80-DT-201） - 近畿日本鉄道で使われていた保守用車両
- 作業用トロ（トロA、トロB） - 那珂川清流鉄道保存会にて自社製作された車両

### 軌間762mm
- 蒸気機関車（360号機） - ベルギー・チュービッツ製
- 蒸気機関車（101号機） - 2015年協三工業で新造された蒸気機関車。
- 酒井工作所4.8トンDL（能代4.8トン） - 秋田県能代営林署
- 日本輸送機（カントク6トン） - 関東特殊製鋼辻堂工場
- 酒井工作所（王滝No76） - 長野営林局王滝営林署
- 松岡産業（関電10トン） - 関西電力
- 加藤製作所（関電4トン） - 関西電力
- 加藤製作所（関西7トン） - 大滝森林鉄道
- 酒井工作所（C4酒井） - 長野営林局上松運輸営材署
- アルナ工機連接式ディーゼルカーSLタイプ - DLと客室が連節構造となっている。川越聖地霊園で使用されていた。
- 能代営林署客車 - 総ヒノキで車体復元した。
- 加藤製作所（関西7トン客車） - 大滝森林鉄道
- B型客車（王滝営林署B型客車） - 長野営林局王滝営林署
- 富士重工業モーターカー（富士重工モーターカー） - 長野営林局王滝営林所
- （100トン積大物車） - 関東特殊製鋼
- 岩崎レール工業（鋼鉄運材台車） - 長野営林局大滝営林署
- 1トン積トロタイプ（A、B、C） - 関東特殊製鋼
- 日本農林機械運材台車 - 木曽森林鉄道

### 軌間610mm
- 蒸気機関車（100号機） - 協三工業製でむさしの村にて使用されていた。
- 加藤製作所（加藤5トン） - 金子組
- 加藤製作所（加藤6トン） - 建設省
- 加藤製作所（海軍加藤3トン） - 東鉄運輸
- 加藤製作所 ガソリン機関車（加藤3トン） - 蔦屋建設
- 酒井工作所 ガソリン機関車（土井酒井） - 小川工業
- 木造客車 - 那珂川清流鉄道保存会にて新規制作
- 木造客車（放送車） - 那珂川清流鉄道保存会にて新規製造
- ナベトロタイプA（1、2、3） - 蔦屋建設
- ナベトロタイプB（1、2、3） - 小川組
- （平トロ） - 小川組

### 軌間381mm
- 蓄電池機関車（EB-3） -  GARA GEMASTER RailWay
- 木造客車（4人乗り客車） - 那珂川清流鉄道保存会にて新規製造
- （平トロ） - GARA GEMASTER RailWay

### その他
- 千葉都市モノレール1000形電車（1002・1015） - 上屋根から懸垂状態で展示されている[7]。

## アクセス
- 鉄道
  - JR東日本烏山線烏山駅より那珂川町コミュニティバスで約17分の「白久」下車
- 自動車
  - 東北自動車道宇都宮ICから、国道293号、国道294号経由で1時間10分
  - 東北自動車道矢板ICから、国道4号、国道293号、国道294号経由で50分